# Puerto Deseado
Puerto Deseado is een plaats in het Argentijnse bestuurlijke gebied Deseado in de provincie  Santa Cruz. De plaats telt 10.237 inwoners. In 1586 vernoemde Thomas Cavendish de haven Port Desire naar zijn schip Desire.

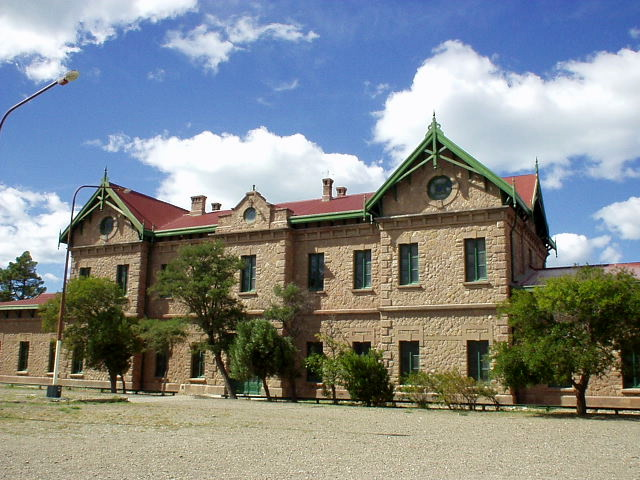
Station van Puerto Deseado